# Буреничево
Буреничево — разъезд в Кемеровском районе Кемеровской области. Входит в состав Ясногорского сельского поселения.

## География
Центральная часть населённого пункта расположена на высоте 229 метров над уровнем моря.

## Население
По данным Всероссийской переписи населения 2010 года, в Буреничево проживает 193 человека (93 мужчины, 100 женщин).